# Rolf Johnsson
Rolf Vilhelm Oscar Johnsson (ur. 1 grudnia 1889 w Sztokholmie, zm. 3 czerwca 1931 tamże) – szwedzki gimnastyk, członek szwedzkiej drużyny olimpijskiej w 1908 roku.
Został złotym medalistą olimpijskim w 1908 roku na Letnich Igrzyskach Olimpijskich w Londynie.